# Paragiopagurus curvispina
Paragiopagurus curvispina is een tienpotigensoort uit de familie van de Parapaguridae. De wetenschappelijke naam van de soort is voor het eerst geldig gepubliceerd in 1974 door de Saint Laurent.